# Inxl6

inXL6 était, jusqu'en 2011, le portail internet destiné aux jeunes de l'Église catholique romaine en France. Il dépend de la Conférence des évêques de France. inXL6 s’adressait en premier lieu à tous les jeunes catholiques, mais plus largement à tous ceux de leur génération qui s’y retrouveront.
inXL6 a longtemps été le pendant libéral et diocésain de ChristiCity (plus conservateur et proche des communautés nouvelles).

## Historique
Le site inXL6 a été créé à l'initiative d'une équipe de jeunes catholiques engagés dans la délégation française pour les Journées mondiales de la jeunesse (JMJ) en août 2000 à Rome, pour donner une suite au site événementiel créé pour l'occasion, "RomeDirect". La volonté de l'équipe fut de pérenniser un site généraliste d'information et de spiritualité pour les jeunes catholiques, qui ne serait plus événementiel mais permanent, l'objectif annoncé étant de présenter la continuité des engagements de jeunes chrétiens tout au long de l'année, et non seulement lors de quelques grands rassemblements comme les JMJ.
inXL6 a par ailleurs pris la suite sur le Web du premier site national pour la pastorale des jeunes, "Jeunes en Église", qui avait été mis en place après les JMJ 97 à Paris.
La maturation du portail inXL6 a duré plus d'un an, le site ayant été lancé officiellement en octobre 2001, avec notamment une soirée réunissant plus de 2000 jeunes salle Wagram à Paris. Entretemps, le projet a notamment été présenté à l'épiscopat français qui a approuvé et soutenu la création de ce portail.

## Fonctionnement
Le site est placé sous la responsabilité du Secrétaire-général adjoint de la Conférence des évêques de France (CEF), le Père Antoine Hérouard. De manière opérationnelle, il est entièrement animé par une équipe de jeunes professionnels et d'étudiants, essentiellement bénévoles, qui en assurent la conception et le développement technique ainsi que l'animation éditoriale.
L'équipe de rédaction comporte plusieurs chroniqueurs pour les rubriques thématiques (Cultures, Prière...) et s'appuie sur le réseau des coordinateurs de la pastorale des jeunes, dans chaque diocèse de France, ainsi que des correspondants dans les services nationaux, mouvements, congrégations et communautés religieuses.

## Le nom
Le nom « inXL6 » résume l'esprit du portail, et les intentions de l'équipe qui l'anime. 
In excelsis (« au plus haut ») est aussi une formule issue d'un chant liturgique très ancien. Gloria in excelsis Deo : « Gloire à Dieu au plus haut des cieux... »
- Le 6 : le sixième jour, c'est le jour de la création de l'homme et de la femme (Gn 1). Et Jésus change l'eau en vin dans six grandes cuves, lors d'un mariage à Cana (Jn 2).

- X : le Christ. Le khi est la première lettre du nom du Christ, en grec. C'est aussi une croix de Saint-André.

- in : Iesus Nazarenius, Jésus de Nazareth, le début du célèbre « INRI » qui figure sur les crucifix.

## Le logo
Χριστός : c'est ainsi que s'écrit le nom du Christ en grec. Les deux premières lettres, Χ (khi) et ρ (rhô), ont été utilisées très tôt pour former l'un des plus anciens symboles chrétiens, le chrisme. Au chrisme étaient souvent associés l'alpha et l'oméga : la première et la dernière lettre de l'alphabet grec symbolisent en effet la divinité, qui est le début et la fin, le commencement et la destinée de toute chose. C'est cette symbolique qui a servi de référence pour élaborer le logo d'inXL6.
Les couleurs d'inXL6, bleu et jaune, sont aussi des couleurs fortes : le bleu, symbole du ciel, est aussi la couleur de la Vierge Marie. Quant au jaune, c'est le symbole de la joie, la couleur des grandes fêtes liturgiques, avec le blanc.

## Réalisation technique
Sur le plan technique, la version actuelle d'inXL6 est entièrement développée avec PEAR, le framework technique de PHP. L’interface est écrite en XHTML 1.0 / CSS 1 avec le souci de s’approcher le plus possible du respect complet de ces normes. Autre évolution technique : le site intègre désormais le moteur de recherche mnoGoSearch. Au cours du développement, une démarche qualité a été engagée à l’aide de l’outil de suivi OpQuast. Le site est alimenté par un système de gestion de contenu développé sur mesure en PHP/MySQL par l’équipe inXL6.

## La Compil' inXL6
En 2004, l'équipe du site inXL6 a réalisé une compilation de musique chrétienne contemporaine. Le choix a valorisé une grande diversité de genres : rock, pop, gospel, electro, reggae, chanson française... Les deux tiers des titres sont en français, un tiers en anglais. Les artistes sont majoritairement de confession catholique mais la Compil' inXL6 présente également des artistes protestants.
Cette initiative était destinée à faire davantage connaître la créativité des artistes chrétiens, en particulier à une période où une scène rock chrétienne commençait à émerger en France et dans le milieu catholique - avec plusieurs années de retard sur le monde anglo-saxon et le milieu protestant.
La dernière plage est un titre spécialement produit pour la Compil', dans la perspective des JMJ 2005. Il s'agit d'un remix électro de la chanson de Sheila "Les Rois Mages". Le thème des JMJ cette année-là était en effet "Nous sommes venus l'adorer", parole des Mages lors de leur arrivée à Jérusalem.
Parmi les artistes présentés, on trouve aussi bien des figures présentes de longue date dans la chanson chrétienne, comme Pierre Eliane ou le groupe TOTUS, que des artistes ayant percé plus récemment sur la scène chrétienne.
Pour chaque CD vendu, un euro a été reversé à la caisse de solidarité JMJ, ce qui a permis de financer la participation de jeunes aux Journées mondiales de la jeunesse à Cologne en août 2005.
La Compil' inXL6 a été la première réalisation significative hors du web pour l'équipe inXL6. L'expérience a été renouvelée après les JMJ 2005 avec la réalisation d'un double DVD souvenir commercialisé fin 2005.

## Un site multi plateforme
inXL6 est présent sur :
- le Web : http://www.inXL6.org
- le wap : http://wap.inXL6.org
- l'imode : http://imode.inXL6.org
- les terminaux 3G : http://3g.inXL6.org et http://edge.inXL6.org
- une application Java pour mobile : http://wap.inxl6.org/midlet/inXL6.jad
- les Palm et les Pocket PC avec une chaîne AvantGo : http://my.avantgo.com/browse/search/0/3591